# Emil Olovson
Oskar Emil Olovson, född 30 oktober 1883 i Björskogs församling, död 30 oktober 1951 i Västerås, var en svensk journalist och politiker, i 25 år riksdagsman för socialdemokraterna.

## Biografi
Olovson var ledamot av riksdagens andra kammare från 1922 i valkretsen Västmanlands län. Han ingick i den socialdemokratiska partistyrelsen och satt ordförande i Västmanlands läns partidistrikt.
Rikskommittén mot den olagliga rusdryckshanteringen, även kallad Västeråsaktionen, bildades på den organiserade nykteristen Olovssons initiativ 1931.
Under andra världskriget ansåg Olovson att Sveriges politik gentemot tyskarna var väl flat vad gäller censur av svenska tidningar. Han skapade uppmärksamhet kring Lekvattnetaffären genom en interpellation till försvarsministern Per Edvin Sköld.
Olovson var stridbar chefredaktör för Västmanlands Folkblad åren 1920 till 1950 och som sådan mycket läst och citerad. I den så kallade Hallaffären avslöjade Olovson, att den nytillträdde finansministern David Hall hade agerat maktfullkomligt i lokalpolitiken och fick avgå. Händelsen gjorde Olovsons namn mer uppmärksammat än hans 25 år i riksdagen hade gjort.
Emil Olovson är gravsatt på Hovdestalunds kyrkogård.

### Skönlitteratur
- Vindar : dikter. Eskilstuna. 1909. Libris 1616495
- Kojornas folk : bilder ur livet. Göteborg: Framåt. 1914. Libris 19734913
- På mörka stigar : bilder ur livet. Karlstad. 1919. Libris 1656853

### Varia
- Till kamp för frihet och bröd! : ett allvarsord till lantarbetarna. Stockholm: Fram. 1913. Libris 1637938
- De förtrampade : en maning till lantarbetarna / av En statares son. Göteborg. 1915. Libris 2946125
- Ungdomens väg : några ord om Sverges socialdemokratiska ungdomsförbund. Göteborg: Framåt. 1918. Libris 1656854
- Ett brev till tegarnas söner. Sverges socialdemokratiska ungdomsförbunds flygskrift ; 3. Eskilstuna: Frihets förl. 1920. Libris 1656852
- Lantarbetarna och jorden : En appell inför valen. Stockholm: Tiden. 1921. Libris 1476160
- Socialdemokratin i Västmanland : de första 20 åren av Västmanlands socialdemokratiska partidistrikts verksamhet. Västerås. 1926. Libris 9818998
- Lantarbetarna och valet. Stockholm: Tiden. 1928. Libris 1341509
- På vakt mot förfallet : Ett allvarsord om spritmarodörernas förgiftningsarbete ([1.]-3. uppl). Stockholm: O. Eklund. 1931. Libris 1350298